# Sokorbe
Sokorbe este o comună rurală din departamentul Loga, regiunea Dosso, Niger, cu o populație de 29.253 de locuitori (2001).